# جان تيغانا
جان أمادو تيغانا (بالفرنسية: Jean Tigana)‏ (23 يونيو 1955 في باماكو) لاعب كرة قدم ومدرب فرنسي ذو أصول مالية سابق . كان يجيد اللعب في مركز الوسط المحوري وشارك في 52 مباراة دولية مع منتخب فرنسا مسجلا هدف واحد فقط خلال حقبة الثمانينات .

## المسيرة الرياضية كلاعب
بدأ تيغانا مسيرته الرياضية في نادي طولون حيث كان يعمل في مصنع السباغيتي صباحا ويتدرب ويلعب لصالح نادي طولون مساء . انتقل إلى نادي ليون في سنة 1978 ثم إلى نادي بوردو مقابل 4 ملايين دولار أمريكي . كان ضمن تشكيلة منتخب فرنسا الذي حقق بطولة كأس الأمم الأوروبية 1984 التي أقيمت في فرنسا بعدما تغلب في المباراة النهائية على منتخب إسبانيا . أمضى تيغانا 8 سنوات في خط وسط فريق بوردو وساهم في تحقيق الفريق بطولة دوري الدرجة الأولى 3 مرات وبطولة كأس فرنسا 3 مرات والتأهل إلى الدور النصف النهائي من بطولة دوري أبطال أوروبا وكأس أبطال الكؤوس الأوروبي سنتي 1985 و1987 على التوالي . في سنة 1989 انتقل إلى نادي مرسيليا وأعلن اعتزاله اللعب بعد نهاية موسم 1990/1991 .
على المستوى الدولي شكل مع ميشيل بلاتيني ، ألاين غيريسي ، ولويس فيرنانديز خط الوسط الذهبي لمنتخب فرنسا .

## المسيرة الرياضية كمدرب
أول مهمة تدريبية لتيغانا هي تدريب فريقه السابق ليون اعتبارا من سنة 1993 حتى 1995 ثم انتقل إلى نادي موناكو وبقي هناك حتى سنة 1999 .
قرر خوض مغامرة التدريب خارج فرنسا بقبول تدريب فريق فولهام الإنجليزي سنة 2000 وساعدهم في التأهل إلى الدوري الإنجليزي الممتاز والتأهل إلى بطولة كأس الاتحاد الأوروبي من خلال مسابقة كأس إنترتوتو ولكن تم عزله في أبريل 2003 وقرر مسئولو نادي فولهام رفع دعوى قضائية عليه متهمين تيغانا بأنه كان كان يدفع رواتب عالية لصالح لاعبين سيئي المستوى مثل ستيف مارليت ولكن المحكمة قررت رفض الدعوى . ونتيجة لذلك قرر تيغانا رفع دعوى قضائية على نادي فولهام لرد اعتباره وقد كسب القضية وحكمت المحكمة بتعويضه بمبلغ 2 مليون جنيه إسترليني .
في أكتوبر 2005 وقع على عقد يمتد لسنتين ونصف مع نادي بشيكتاس التركي وخلال أول موسم له استطاع أن يقود الفريق لتحقيق بطولة كأس تركيا للمرة الأولى منذ 8 سنوات .
بعد الفوز ببطولة كأس تركيا 2007 أعلن تيغانا أنه قدم استقالته من تدريب فريق بشيكتاس على الرغم من بقاء مباراتين في بطولة الدوري .
وفي عام 2010 عين مدرب لنادي بوردو الفرنسي ·

## روابط خارجية
- جان تيغانا على موقع الاتحاد الدولي (مؤرشف)  (الإنجليزية)
- جان تيغانا على موقع اتحاد تركيا (مدرب) (الإنجليزية)
- جان تيغانا على موقع قاعدة بيانات كرة القدم.إي يو (الإنجليزية)
- جان تيغانا على موقع ليكيب (الفرنسية)
- جان تيغانا على موقع ناشيونال فوتبول تيمز (الإنجليزية)
- جان تيغانا على موقع Soccerbase.com (مدرب) (الإنجليزية)
- جان تيغانا على موقع كووورة